# Guntersville (Alabama)
Guntersville es una ciudad ubicada en el condado de Marshall en el estado estadounidense de Alabama. En el censo de 2000, su población era de 7395.

## Demografía
En el 2000 la renta per cápita promedia del hogar era de $29,882, y el ingreso promedio para una familia era de $39,464. El ingreso per cápita para la localidad era de $18,503. Los hombres tenían un ingreso per cápita de $36,175 contra $20,480 para las mujeres.

## Geografía
Guntersville se encuentra ubicada en las coordenadas 34°20′54″N 86°17′40″O / 34.34833, -86.29444 (34.348197, -86.294523).
Según la Oficina del Censo de los EE. UU., la ciudad tiene un área total de 40.60 millas cuadradas (105.17 km²).